# My Journey
My Journey är Pernilla Anderssons debutalbum från 1999.

## Låtlista
| Nr           | Titel               | Kompositör                            | Längd |
| ------------ | ------------------- | ------------------------------------- | ----- |
| 1.           | Walk Another Road   | Pernilla Andersson                    | 3:39  |
| 2.           | Leave Now           | Pernilla Andersson                    | 5:18  |
| 3.           | Tears Keep Falling  | Fredrik Rönnqvist, Pernilla Andersson | 4:44  |
| 4.           | Hear Me Out         | Pernilla Andersson                    | 3:23  |
| 5.           | My Journey          | Pernilla Andersson                    | 3:53  |
| 6.           | The Mountain        | Pernilla Andersson                    | 4:02  |
| 7.           | Private Garden      | Pernilla Andersson                    | 5:08  |
| 8.           | Black Raven         | Pernilla Andersson                    | 3:31  |
| 9.           | How Appropriate     | Pernilla Andersson                    | 3:17  |
| 10.          | Speak Like A Child  | Tim Hardin                            | 4:05  |
| 11.          | Easier              | Pernilla Andersson                    | 7:30  |
| 12.          | Alice In Wonderland | Bob Hilliard, Sammy Fain              | 3:31  |
| Total längd: | Total längd:        | Total längd:                          | 52:01 |